# 黑道達

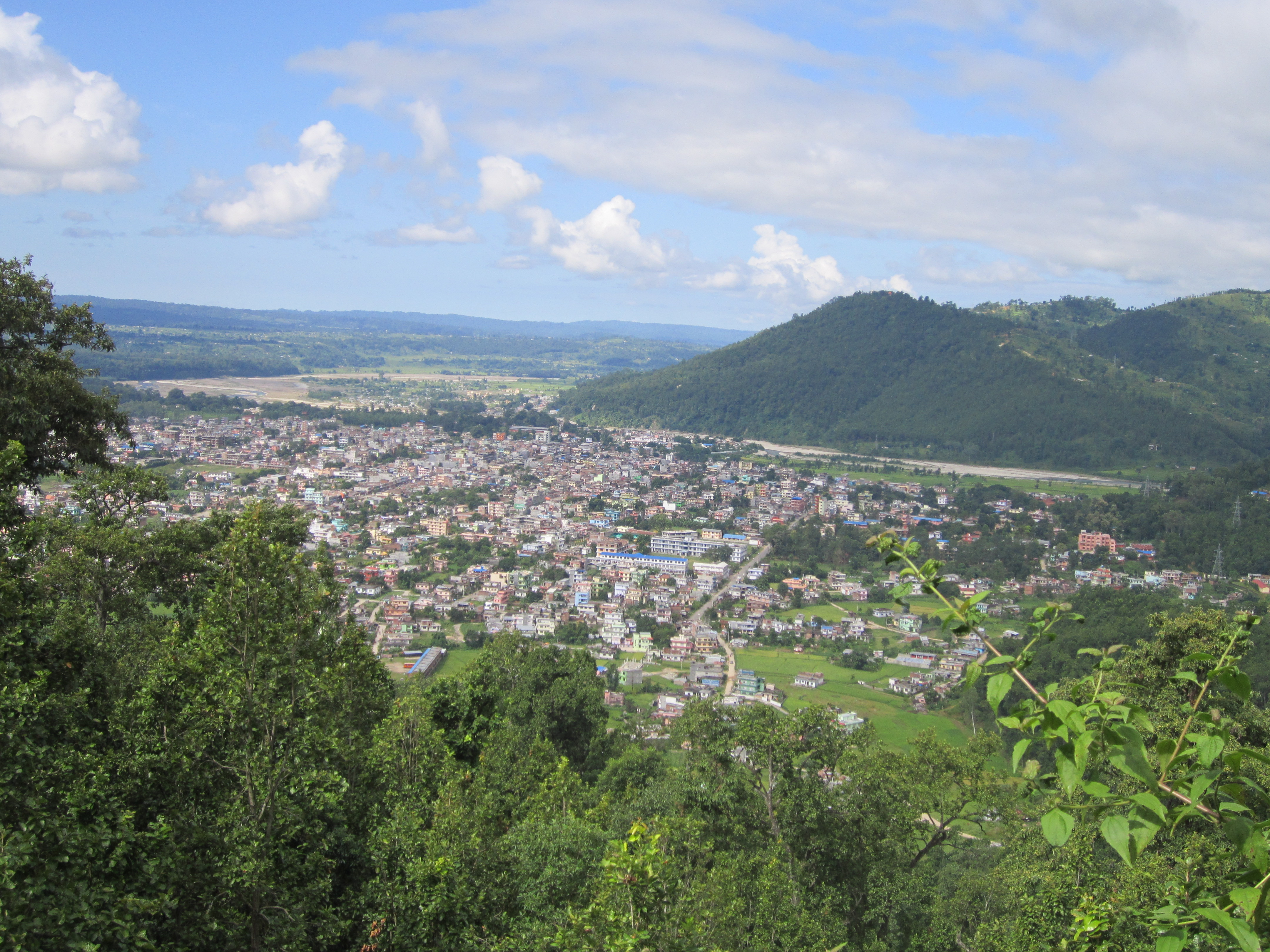
黑道達

黑道達是尼泊爾的城鎮，位於該國南部，也是巴格馬蒂省的省會，距離首都加德滿都132公里，海拔高度390米，主要經濟活動是農業，2001年人口68,482。

## 外部連結
- Hetauda （页面存档备份，存于）
- http://www.hetaudaonline.com.np/ （页面存档备份，存于）